# Jessie Sumner

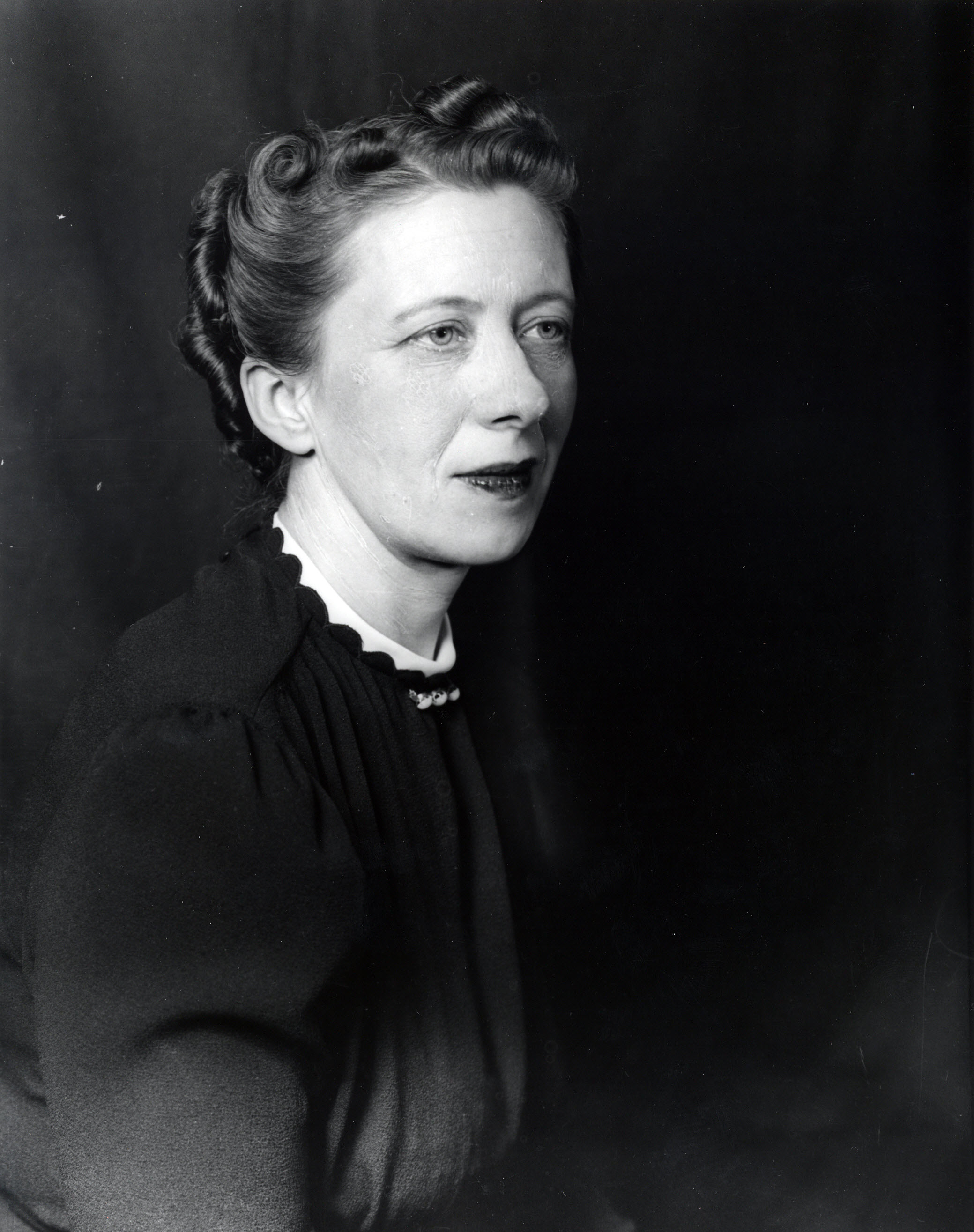
Jessie Sumner

Jessie Sumner (* 17. Juli 1898 in Milford, Iroquois County, Illinois; † 10. August 1994 in Watseka, Illinois) war eine US-amerikanische Politikerin. Zwischen 1939 und 1947 vertrat sie den Bundesstaat Illinois im US-Repräsentantenhaus.

## Werdegang
Jessie Sumner besuchte die öffentlichen Schulen ihrer Heimat und danach bis 1916 die Girton School in Winnetka sowie bis 1920 das Smith College in Northampton (Massachusetts). Nach einem anschließenden Jurastudium an verschiedenen Universitäten und ihrer 1923 erfolgten Zulassung als Rechtsanwältin begann sie in Chicago in diesem Beruf zu arbeiten. Im Jahr 1928 wurde sie bei der Chase National Bank in New York City angestellt. 1932 kehrte sie nach Milford zurück, wo sie als Anwältin praktizierte. 1937 wurde sie Bezirksrichterin im Iroquois County. Dann erhielt sie eine Direktorenstelle bei der Sumner National Bank in Sheldon. Seit 1938 war sie Vizepräsidentin dieser Bank. Politisch wurde sie Mitglied der Republikanischen Partei.
Bei den Kongresswahlen des Jahres 1938 wurde Sumner im 18. Wahlbezirk von Illinois in das US-Repräsentantenhaus in Washington, D.C. gewählt, wo sie am 3. Januar 1939 die Nachfolge des Demokraten James A. Meeks antrat. Nach drei Wiederwahlen konnte sie bis zum 3. Januar 1947 vier Legislaturperioden im Kongress absolvieren. Bis 1941 wurden dort die letzten der New-Deal-Gesetze der Bundesregierung unter Präsident Franklin D. Roosevelt verabschiedet, denen Sumners Partei eher ablehnend gegenüberstand. Seit 1941 war auch die Arbeit des Kongresses von den Ereignissen des Zweiten Weltkrieges und dessen Folgen geprägt.
1946 verzichtete Jessie Sumner auf eine erneute Kongresskandidatur. Nach dem Ende ihrer Zeit im US-Repräsentantenhaus war sie bis 1966 Vizepräsidentin der Sumner National Bank. Von 1966 bis 1994 fungierte sie dann als Präsidentin dieses Bankhauses. Sie starb am 10. August 1994 in Watseka.